# Thanh Thịnh, Thái Nguyên
Thanh Thịnh là một xã thuộc tỉnh Thái Nguyên, Việt Nam.

## Địa lý
Xã Thanh Thịnh có vị trí địa lý:
- Phía đông giáp xã Yên Bình và xã Chợ Mới
- Phía tây giáp xã Phượng Tiến
- Phía nam giáp xã Chợ Mới
- Phía bắc giáp xã Thanh Mai và xã Tân Kỳ.

Xã Thanh Thịnh có diện tích 112,31 km², dân số năm 2025 là 8.802 người.
Quốc lộ 3 chạy qua địa bàn xã Thanh Thịnh, song song với sông Cầu. Các phụ lưu của sông Cầu chảy qua xã bao gồm khuổi Tai, khuổi Tràng, Pe Pày, khuổi Lắc, khuổi Táo, suối Khe Thuồng, suối Quân, khuổi Thi.

## Lịch sử
Ngày 10 tháng 1 năm 2020, Ủy ban Thường vụ Quốc hội ban hành nghị quyết về việc sắp xếp các đơn vị hành chính cấp xã thuộc tỉnh Bắc Kạn (có hiệu lực từ ngày 1 tháng 2 năm 2020), theo đó sáp nhập toàn bộ diện tích và dân số của hai xã Thanh Bình (diện tích 28,00 km², dân số khoảng 1.989 người) và Nông Thịnh (diện tích 23,51 km², dân số là 1.876 người) thành xã Thanh Thịnh.
Tháng 6 năm 2025, xã Thanh Thịnh hiện tại được thành lập trên cơ sở nhập toàn bộ diện tích tự nhiên, quy mô dân số của xã Nông Hạ (diện tích tự nhiên là 60,91 km², dân số là 4.234 người) và xã Thanh Thịnh (diện tích tự nhiên là 51,40 km², dân số là 4.568 người) của huyện Chợ Mới. Trụ sở làm việc của xã nằm tại xã Nông Hạ cũ.

## Hành chính
Đến năm 2019, xã Thanh Bình có 10 thôn là Cốc Po, Khuổi Nhầu, Bản Chàng, Nà Nâm, Bản Áng, Nà Quang, Nà Ba, Khuổi Tai, Nà Chiêm, Khuổi Lót.
Xã Nông Thịnh có bảy thôn là Bản Còn, Nà Đeo, Cạm Lẹng, Nà Ngài, Nà Ó, Nà Giảo, Khe Lắc.
Xã Nông Hạ có 15 thôn là Sáu Hai, Nà Quang, Khe Thuổng, Cao Thanh, Bản Tết 1, Bản Tết 2, Reo Dài, Nà Bản, Nà Mẩy, Nà Cắn, Nà Cù, Ná Bia, Xí Nghiệp, Khe Thỉ 1, Khe Thỉ 2.